# 小森隼
小森 隼（日语：／ Komori Hayato */?；1995年6月13日—）是日本男舞者，為歌舞組合GENERATIONS from EXILE TRIBE的表演者。三重縣出身，為韓日混血兒（父為韓國人，母為日本人）。所屬經紀公司為LDH。2020年4月1日起接任FM東京廣播節目《SCHOOL OF LOCK!》副主持人。